# Чорні землі (пустеля)
Чорні землі — антропогенна пустеля на півдні Європейської частини Росії, розташована на заході Прикаспійської низовини між височиною Ергені і пониззям Волги. Регіон Чорні землі належить до напівпустельної зони Прикаспійської провінції і пустельної Арало-Каспійської провінції приблизно у рівних частинах і займає площу 3,5 млн га, в межах Республіки Калмикія, що становить 47,3 % території республіки. Назва виникла через відсутність взимку суцільного снігового покриву і великої кількості рослини з темними гілочками — чорного полину.

## Географія
Кордон Чорних земель на південному сході омивається Каспійським морем, на півдні проходить уздовж Кумо-Маницької западини, на заході вздовж східних відрогів Ергенінської височини на північ до середньої частини Ергенів, повертає на північний схід і на стику з Сарпинською низовиною простягається до правобережжя Волги, спускаючись на північному сході до волзької дельти і Каспію. В адміністративно-територіальному відношенні Чорні землі охоплюють південно-східну частину Республіки Калмикія і південне правобережжя Астраханської області.

## Клімат
Клімат — різко континентальний з жарким сухим літом і малосніжною, часто холодною зимою. Налічується до 280 сонячних днів в році. Переважають вітри східного напрямку з пиловими бурями тривалістю до 40 днів на рік. Випариовування в кілька разів перевищує кількість опадів, які випадають в основному навесні і на початку літа (близько 250 мм в напівпустелі і менше 200 мм в пустелі). Тому період розквіту життя недовгий — з квітня по червень. Взимку морози часто супроводжуються сильними вітрами, які здувають сніг з ґрунту.

## Ґрунти
Поверхня території слабо задернована, оскільки ґрунтовий покрив почав формуватися лише в останні тисячоліття після чергової трансгресії Каспію (5-4 тис. років до наших днів). Переважають бурі напівпустельні ґрунти, широко поширені піски і солончаки. Материкові ґрунтотворні породи представлені піском і глинами.
На рівній на вигляд території є численні підвищення і пониження. Вони ледь досягають декількох сантиметрів у висоту і глибину, але цього достатньо для відчутної різниці в зволоженні. Під час дощів або танення снігу вода швидко накопичується в пониженнях. Ґрунт в них не тільки просочується на велику глибину і запасає вологу, але й звільняється від солей. Ґрунт в пониженнях схожий на степовий: він темніший завдяки гумусу і більш родючий. На підвищеннях ґрунт зволожується слабо, вода швидко випаровується, і з глибини до поверхні підтягуються розчини солей. На таких ділянках погано росте навіть чорний полин.

## Процеси опустелювання
Антропогенна пустеля утворилася в умовах сильно посушливого клімату і неврегульованого випасу худоби, а також розорювання піщаних земель. Вітрова ерозія призвела до розвіювання і винесення верхнього родючого шару ґрунту (пилові бурі) і руху пісків. За даними ґрунтово-геоботанічних обстежень в 1956—1959 роках на Чорних землях процесами опустелювання було охоплено 3,5 %, в 1971—1972 роках-37,2 %, а в 1984—1986 роках — 94,6 % території. Площа пісків, що розвіюються, в регіоні досягла сьогодні 600 тис.га, а щорічна швидкість наростання осередків опустелювання склала в середньому 40-50 т. га на рік.
У 1989 році Урядом РРФСР була розроблена і затверджена Генеральна схема по боротьбі з опустелюванням, яка через недофінансування була виконана лише на 32 %. Проведення фітомеліоративних робіт дозволило скоротити площу відкритих пісків до 1995 року до 240 тис. га і зупинити їх лавиноподібний наступ. Проте, соціально-екологічна обстановка в регіоні продовжує залишатися складною. Екологічна ситуація в регіоні Чорних Земель і відсутність коштів на відновлення нормального середовища проживання стали причиною зникнення 25 населених пунктів.

## Тваринний та рослинний світ
Рослинність типова для напівпустельних і пустельних зон. Тут панують полин і ефемероїди — багаторічні трави, які швидко в'януть, але зберігають в землі свої органи (бульби, цибулини і т. д.): ковила, типчак, житняк та ін. Є й рослини-ефемери, які весь цикл свого розвитку від народження до смерті встигають пройти за два-три місяці. Наприклад, тонконіг бульбистий. На піщаних ділянках легко уживаються рослини з довгим корінням, наприклад пирійник — потужний злак.
У тваринному світі серед ссавців переважають гризуни (ховрахи і тушканчики, польові миші, хом'яки), які складають основний раціон хижаків: вовків, лисиць, шакалів; збереглися степові антилопи — сайгаки, на півдні — кабани; з птахів поширені орли, ворони, сороки, жайворонки, сірі журавлі, качки, гуси та ін. Багато плазунів.
На частині території Чорних земель організований заповідник «Чорні землі».

## Морфологія
Чорні землі в геоморфологічному відношенні одна з наймолодших ландшафтних областей Східно-Європейської рівнини. У формуванні сучасного вигляду території головну роль відіграли численні трансгресії (підняття) і регресії (зниження) Каспійського моря: особливо Хвалинська трансгресія і найпізніша з великих — Новокаспійська. В даний час Чорні землі представляють собою плоску акумулятивну рівнину, що зберегла грядово-хвилястий рельєф осушеного дна моря з незначними коливаннями висот (2-4 м) за винятком ділянки беровських пагорбів в південно-східній частині (18 м).
Збереглися релікти лиманів, лагун, берегових валів і т. ін. Найбільшим і чітко вираженим зниженням є Даванська улоговина (палеодолина Волги). Вона не має достатньо вираженого русла і надзаплавних терас, але добре відзначається зниженнями у вигляді дрібних озер. Деякі з них є залишками стародавнього русла пра-Волги, в яке іноді перетворювалася Даванська улоговина, інші являють собою колишні затоки і лагуни відступів моря (наприклад, озеро Колтан-Нур). У міжгрядовій зоні бугрів Бера розташовані специфічні геоморфологічні утворення — так звані підстепні ільмені.

## Надра
Чорні землі, будучи частиною Прикаспійської низовини розташовані в одній з найглибших западин світу, заповненій чохлом осадових відкладів потужністю до 18-22 км. Надра Чорних земель характеризуються винятковою складністю геологічної будови.

### Вуглеводнева сировина
На Чорних землях розробляється Каспійське нафтове родовище із запасами 15 млн. т. нафти. Діючі родовища Чорноземельського району дозволяють видобувати більше 200 тис. т нафти в рік. Перспективні ресурси південної частини Чорних земель оцінюються по категорії Д1 приблизно 80-100 млн. т..

### Поліметали
Чорні землі являють собою унікальну поліметалічну провінцію, яка містить стратегічну сировину — уран, титан, цирконій, срібло, золото, платинові, рідкісноземельні елементи: скандій, ітрій, реній, галій та ін. Формування покладів пов'язано з тим, що протягом сотень мільйонів років осадові породи, в тому числі і рідкісноземельні елементи концентрувалися в безстічній Прикаспійській западині.

### Підземні води
На території Чорних земель виявлені термальні води (до 120 градусів Цельсія).
Запаси питної води на території Чорних земель обмежені. Майже всі підземні джерела не придатні до використання навіть в технічних цілях, осікльки містять високотоксичний радіонуклід — радій. Одне з великих родовищ прісних підземних вод на Чорних землях знаходиться поблизу с. Артезіан, проте воно містить сполуки миш'яку.

## Природоохоронні заходи
З метою збереження екосистеми Чорних земель створено мережу заповідних природних територій. На території Калмикії — державний біосферний заповідник «Чорні землі», заказники федерального і республіканського значення «Состинський», «Тингута», на території Астраханської області — заказник «Степовий»